# Vanessa Minnillo
Vanessa Joy Minnillo (ur. 9 listopada 1980 roku w Clark Air Base) – amerykańska aktorka prezenterka telewizyjna. Prowadzi program w stacji MTV – Total Request Live. W 1998 roku wygrała konkurs Miss Teen USA. Zagrała również w filmie Totalny kataklizm jako Amy oraz w jednym z odcinków serialu CSI: Kryminalne zagadki Nowego Jorku (wspólnie m.in. z La-La Vazquez).

## Życiorys
Vanessa Joy Minnillo urodziła się w Clark Air Base, Filipiny. Jest córką Vincenta Minnillo i Helen Berecero. Aktorka spotykała się (od 2006 roku) z byłym mężem Jessiki Simpson – Nickiem Lacheyem, za którego wyszła za mąż w 2011 roku w posiadłości Richarda Bransona.
Została twarzą marki „Bongo”.